# ジーオ インターネット放送局
Ji:o ジーオ インターネット放送局（ジーオ インターネットほうそうきょく）は、兵庫県明石市から発信されているインターネットテレビである。
運営会社は王子印刷株式会社。
兵庫県、特に神戸市、明石市、播磨町、加古川市、高砂市、姫路市、加西市、稲美町、三木市、小野市、加東市、西脇市周辺をメインに、地産地消、医療、企業、元気人、音楽、イベント、観光情報、グルメ情報などを発信している。

## 沿革
- 2010年9月 ジーオ インターネット放送を設立
- 2011年1月 神戸新聞に掲載

## 特色
『地元･地域再発見』をメインテーマに、地元･地域の『 人と人とのつながり 』、『 感動 』、『 驚き 』、『 喜び 』、『 元気 』、『 幸 』を、動画をメインにインターネットを通じて配信中。